# Центральноукраїнський інститут розвитку людини
Центральноукраїнський інститут розвитку людини Міжнародного Університету «Україна» - неприбутковий вищий навчальний заклад у місті Кропивницький. Територіально відокремлений структурний підрозділ (Університету «Україна»).

## Структура

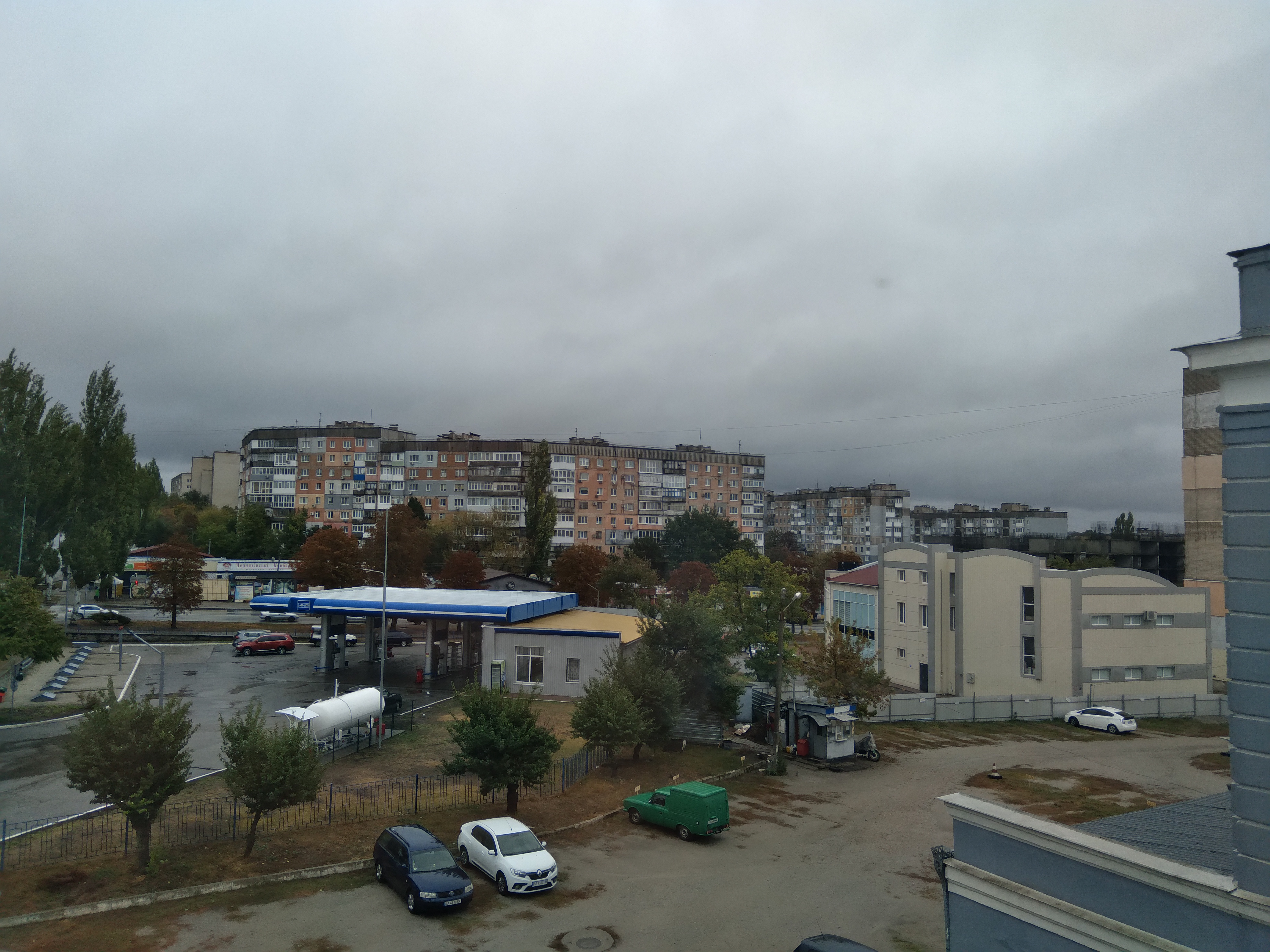
вигляд з вікна третього поверху

Інститут здійснює підготовку спеціалістів за спеціальностями : Право, Менеджмент, Банківська справа, Бібліотечна, інформаційна та архівна справа,Терапія та реабілітація, Психологія.
Відмічається переважно низька кваліфікація викладачів та непрофесіоналізм. Часто викладання ведеться за застарілими методиками, та не відповідає вимогам сьогодення. Комп'ютерна аудиторія обладнана застарілою технікою. А більшість заходів що іноді проводяться у закладі мають лише декоративний характер .
Так колишній студент що навчався за спеціальністю Право прийняв рішення відрахуватись після слів викладача Ірини Ткаченко: «як не згадати славетний Бій під Крутами який був під час Другої світової війни...» сказаних під час урочистої промови восени 2023 року. Увагу хлопець сконцентрував на незнанні викладача елементарних дат історії України та зневазі до студентів.

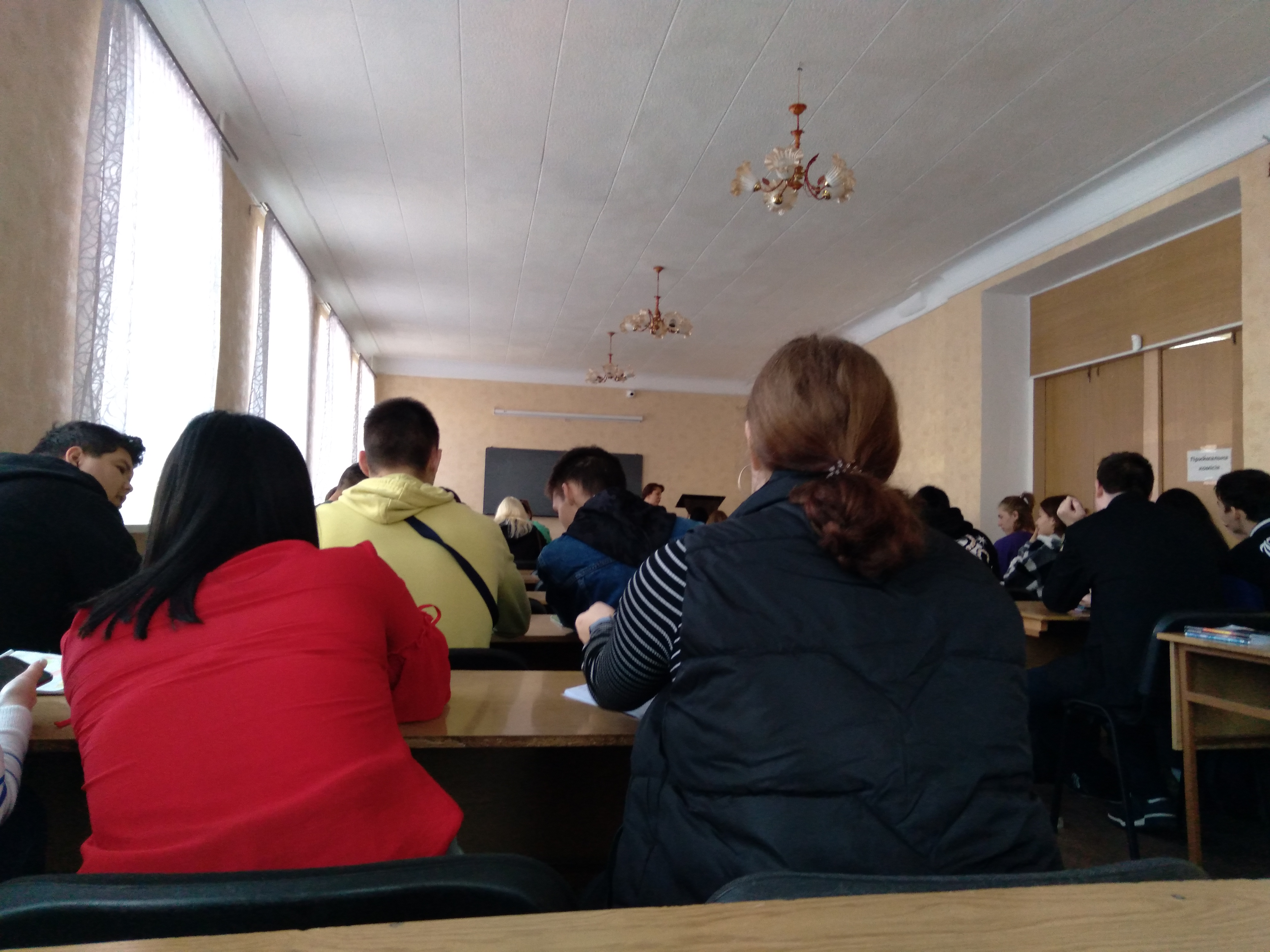
головна аудиторія, № 201

Також, як зазначило кілька студентів, інша викладачка, у вересні 2023 року, замість нормального проведення заняття випробовувала маніпулятивні техніки, принижуючи студентів, та на питання щодо ситуації в Білорусі відповіла що що заборона використання БЧБ прапора це цілком нормальне явище, аргументуючи це тим що синьо-жовтий прапор так само був заборонений в УРСР, до того ж заперечуючи побиття людей на мітингах 2020 року.

## Студентське життя
Щороку в інституті проводяться вибори голови студентської ради 

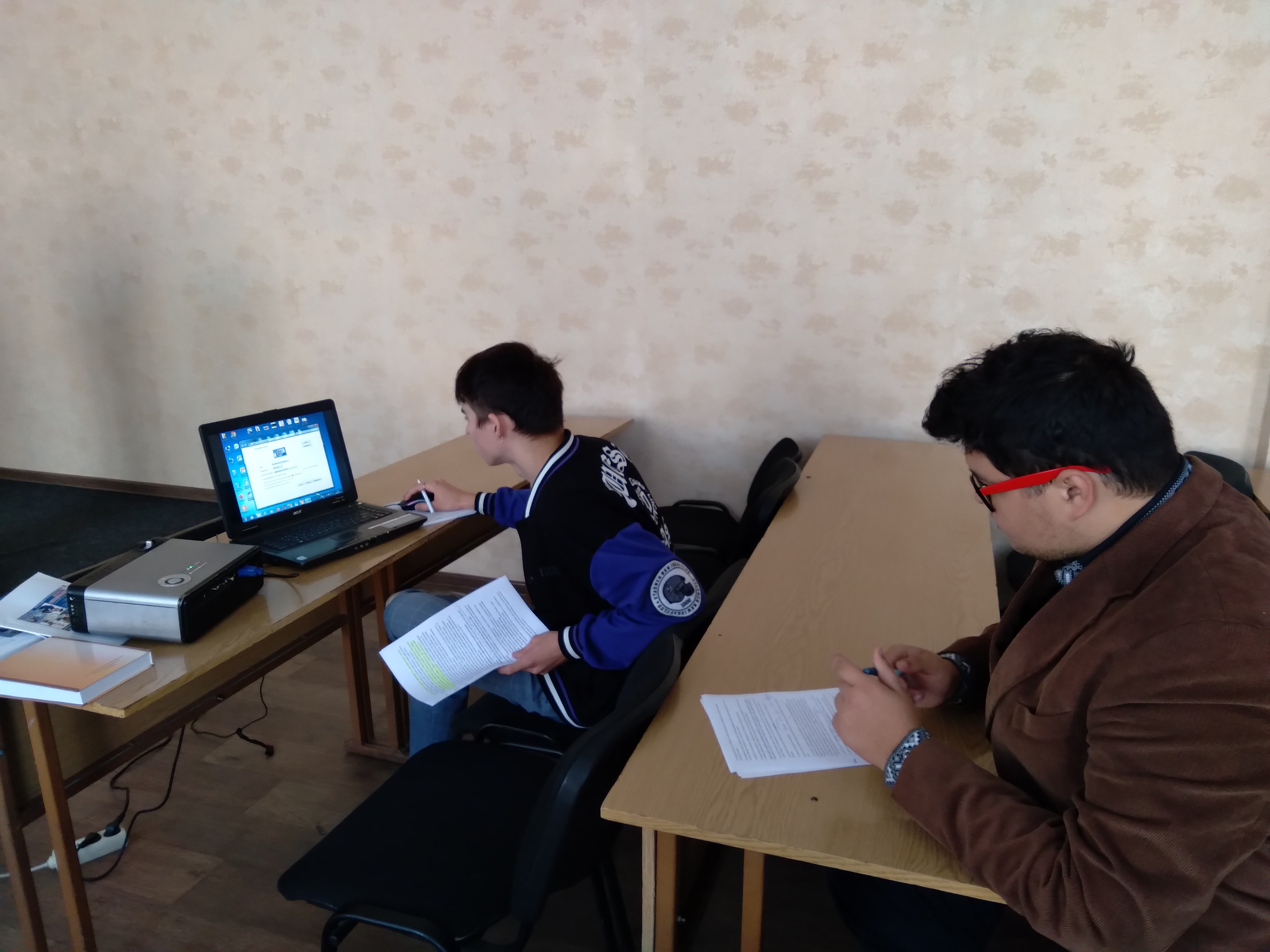
кандидати на вибори голови студради 2023

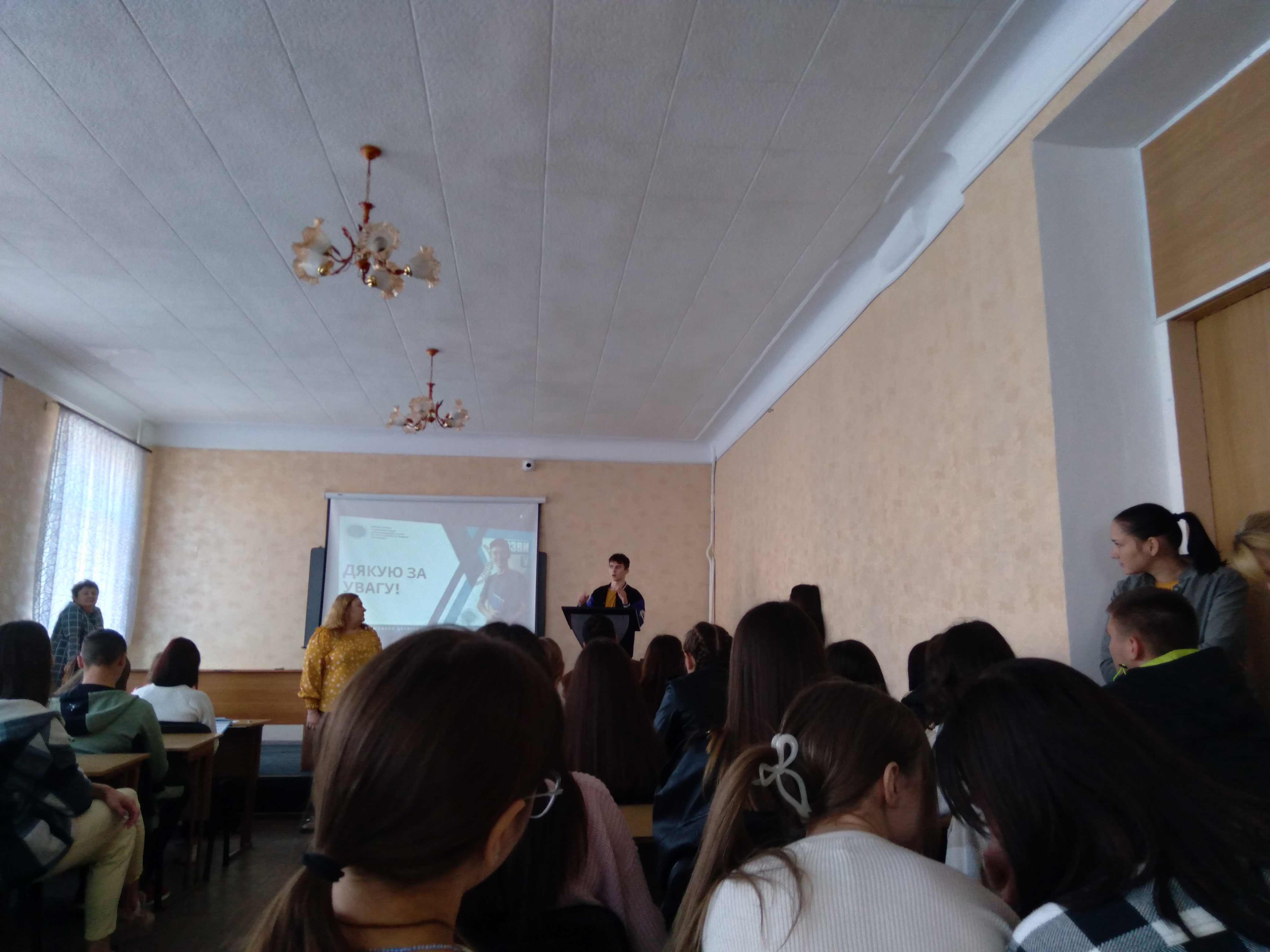
вибори голови студентської ради, 4 жовтня 2023

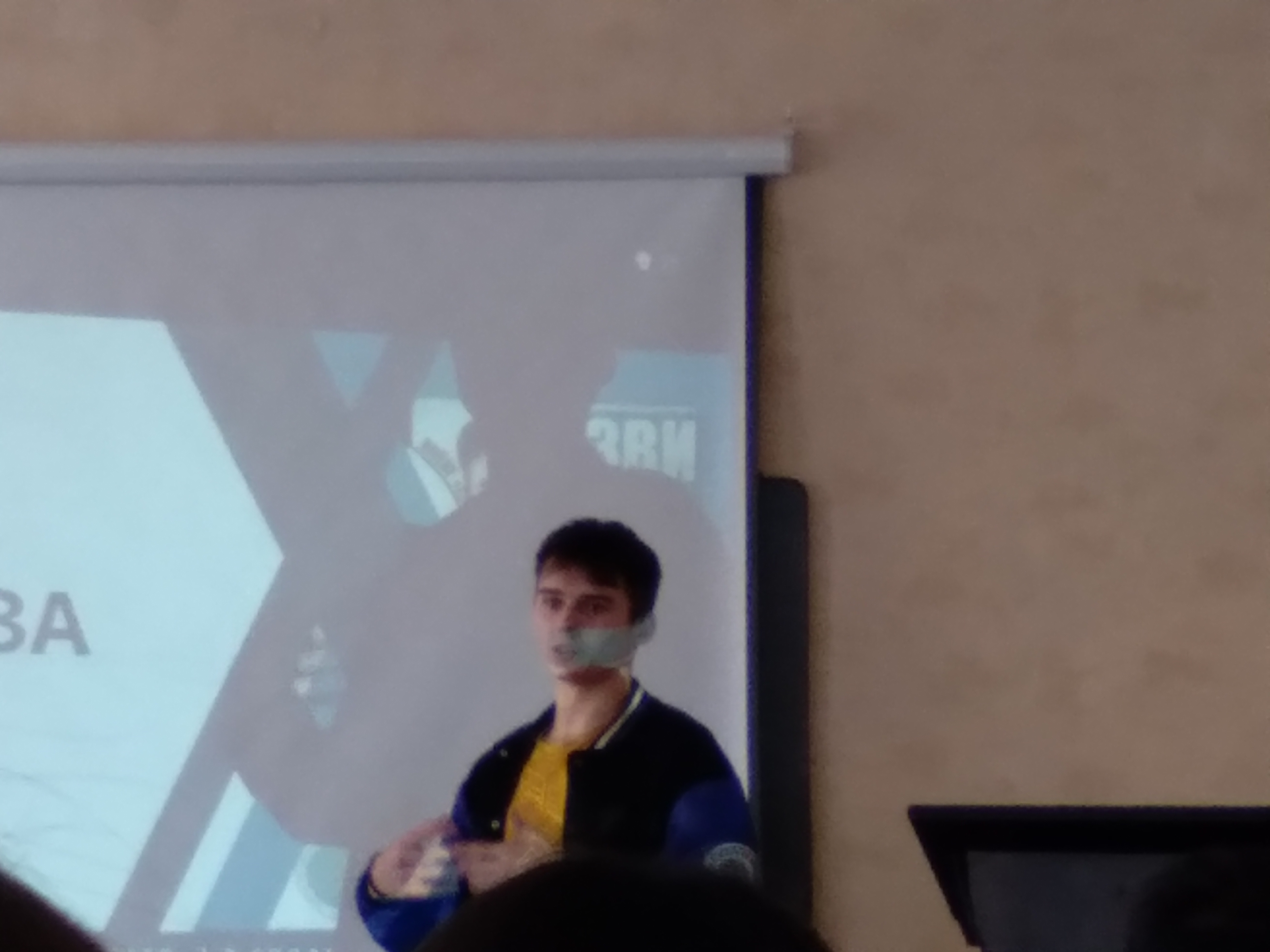
переможець Володимир Пукасенко